# 평지경주

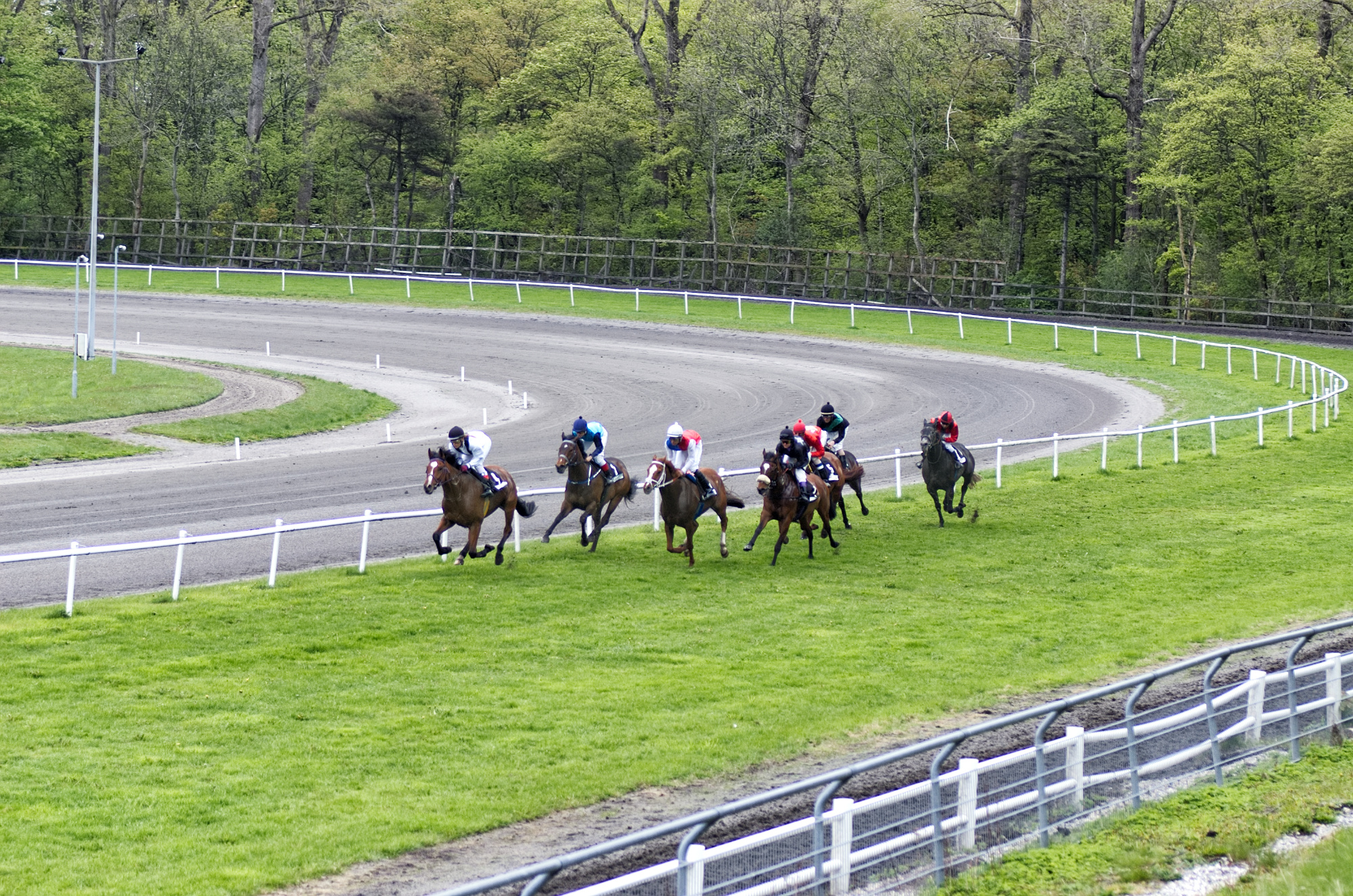

평지경주 (FLAT RACE(=FLEA RACE) )는 장애물 등을 설치하지 않은 경주로에서 600m(제주도에 소재하는 경마장의 경우에는 400m) 이상의 거리를 경주하는 것이다. 경마에서 시행되는 경주의 종류로는 이외에도 장애물이 설치된 주로에서 실시되는 장애물경주와 마차를 매달아 끌고 달리는 마차경주가 있다. 현재 대한민국에서는 평지경주만 시행하고 있다.